# Слов'янськ-Вітка
Слов'янськ-Вітка — вантажна залізнична станція 5-го класу Лиманської дирекції Донецької залізниці. Тупикова станція на допоміжній лінії від станції Слов'янськ (4 км).

## Історія
У 1887 році на насипу з ракушняка, витягнутого земснарядом з дна річки Торець, була проведена Слов'янська міська залізнична гілка від станції Слов'янськ до станції Слов'янськ-Вітка. Спорудження міської гілки дало новий поштовх в розвитку міста і курорту. Впродовж 1892—1894 років Слов'янська міська залізнична гілка була доведена до курорту і будувалася до содового заводу. Кінцевий пункт міської гілки — платформа Слов'янських мінеральних вод у курортного парку, яка обслуговувала район курорту, взятого у 1892 році під державну охорону. У 1896 році платформа Мінеральні Води була перетворена на станцію Рапна.
До 1911 року було закінчено будівництво ділянки Лиман — Краматорськ і в безпосередній близькості до Слов'янська на території курорту була відкрита станція Слов'янськ-Курорт. Пізніше від Слов'янськ-Курорту (Сєвєродонецька залізниця) з'явилася під'їзна колія до содового заводу — вихід на станцію Сіль-Заводи. Так на території Слов'янського курорту виявилися дві пасажирські станції — державна Рапна і приватна Слов'янськ-Курорт.
Перша станція на гілці так і називалася — Слов'янськ-Вітка (знаходилася навпроти нинішнього автовокзалу). Існує і понині, але в дуже зменшеному варіанті — багато станційних колій розібрані. Між станціями Слов'янськ і Слов'янськ-Вітка була велика промислова зона. Друга станція на гілці — Сіль-Заводи — на кордоні між міською та курортною територією (нині не існує, як і ділянки гілки від району автовокзалу до курорту, залишилися тільки руїни вокзалу). Від району Сіль-Заводів залізниця прямувала до цегельного (північний напрямок), содового (східний напрямок) заводів і третьої станції — Рапна. Ділянка Сіль-Заводи — Рапна становила собою суцільну промзону і склади, житлових будинків майже не було. Цією ділянкою курсувало кілька потягів одночасно, їх рухом керував диспетчер на станції Слов'янськ. Спочатку використовувалися ручні стрілкові переводи, потім їх автоматизували.
У 1950—60-х роках в районі Сіль-Заводів почали провалюватися будівлі та прибудови. Існують дані про те, що у 1950-х роках під землю пішов будинок з живністю. Правда, подібне траплялося і раніше: вважається, що озеро Рапне утворилося ще за Петра I в результаті обвалу одного з соледобувного заводу під землю (говорили, що земля «репнула» і в ті часи можна було пірнути і дістатися до заводської труби), а Вейсове — в результаті провалу з подальшим просіданням ґрунту. Крім того, у 1964 році в Слов'янську сталася потужна повінь через прорив греблі на річці Торець. Були підтоплені і частково зруйновані житло, дороги, найбільше постраждали район Машчермету, Колонтаївки. Було підтоплено 12 підприємств, в районі селища Коксохіммаш зруйнована лікарня, а в районі новосодового заводу — затоплений магазин № 2. Тоді з резерву Ради Міністрів СРСР на ліквідацію наслідків повені було виділено 600 000 карбованців. Для розслідування причин провалів будівель в місті працювала комісія зі столиці. Було вирішено, що провали в підземні пустоти утворилися через тріщини в земній корі, що утворилися в результаті коливань від проходження потягів. Тріщини ж пов'язували з виникненням порожнин, що виникли в результаті відбору рапи, а також з наявністю під містом підземної річки і озера. Тому, у 1964 році було вирішено згорнути залізничне сполучення на північ від станції Слов'янськ-Вітка. Відразу ж був скорочений маршрут приміського поїзда до цієї станції, а залізничні колії від Слов'янськ-Вітки до Сіль-Заводів і Рапної виявилися покинутими і частково демонтованими. Територію станції Слов'янськ-Вітка набагато зменшили, а відповідна промзона в районі автовокзалу (толевий завод) була ліквідована і на її місці розбитий сквер. Хоча формально Слов'янськ-Вітка існує і зараз і навіть внесена в базу даних залізниці.
На початку 1966 року виконкомом Донецької обласної ради було прийнято рішення про знесення лінії від станції Слов'янськ-Вітка до станції соледобувного заводу. До цього часу вже існувало автобусне сполучення з містом і станцією Слов'янськ, але замість гілки на майбутнє запланували спорудження тролейбусної лінії. До 1970 року на північ від станції Слов'янськ-Вітка припинилася вантажна робота. До 1971 року Гілка існувала у вигляді паротяга і трьох вагонів, після Гілка ходила лише двічі на рік — 1 травня і 7 листопада — доставляла жителів до проведення парадів на головній площі міста. Залізниця організовувала подачу спецсоставів до Міської, то були секції звичайного електропоїзда Ср-3 під теплотягом ЧМЕ3.

## Галерея

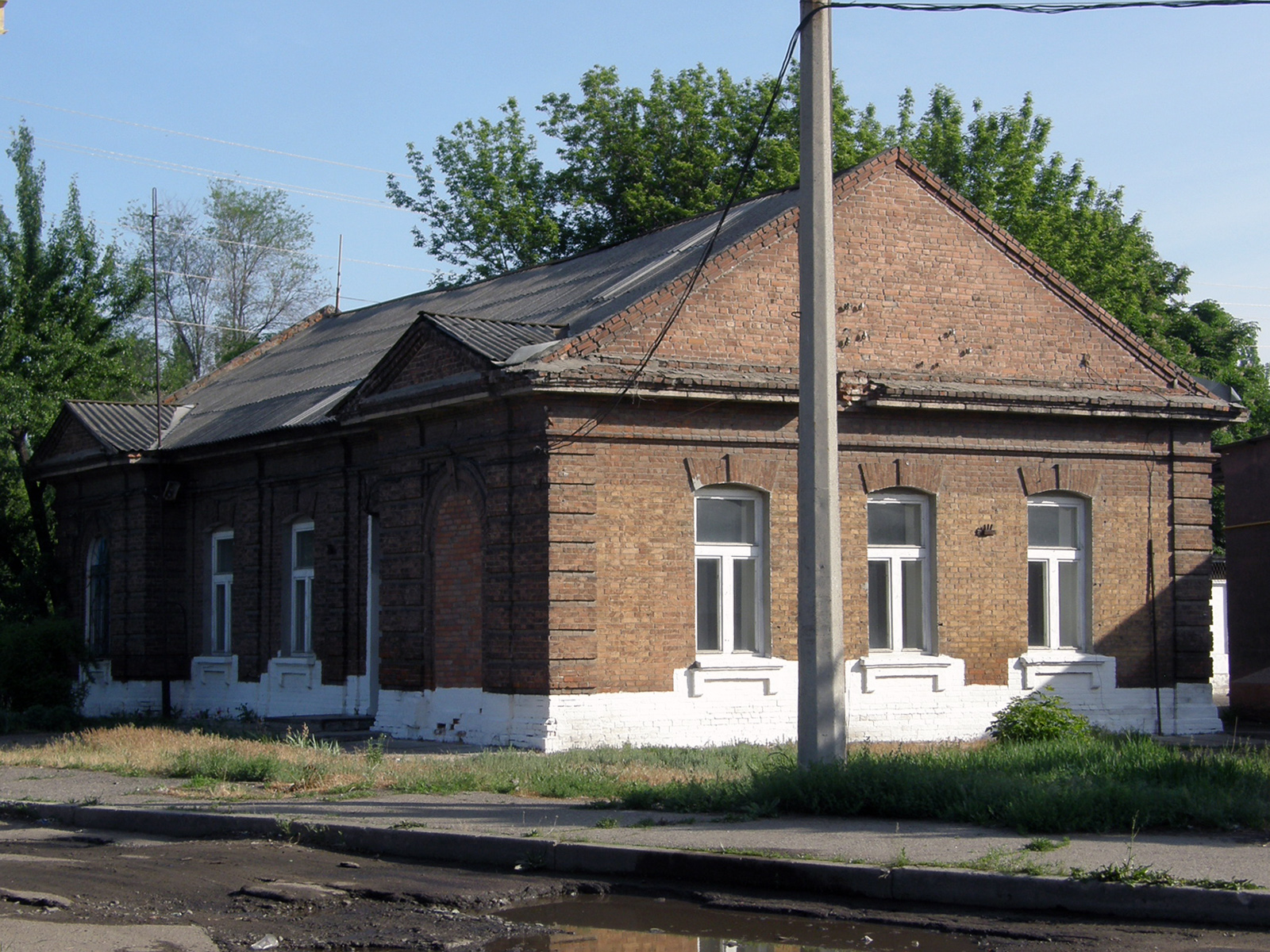
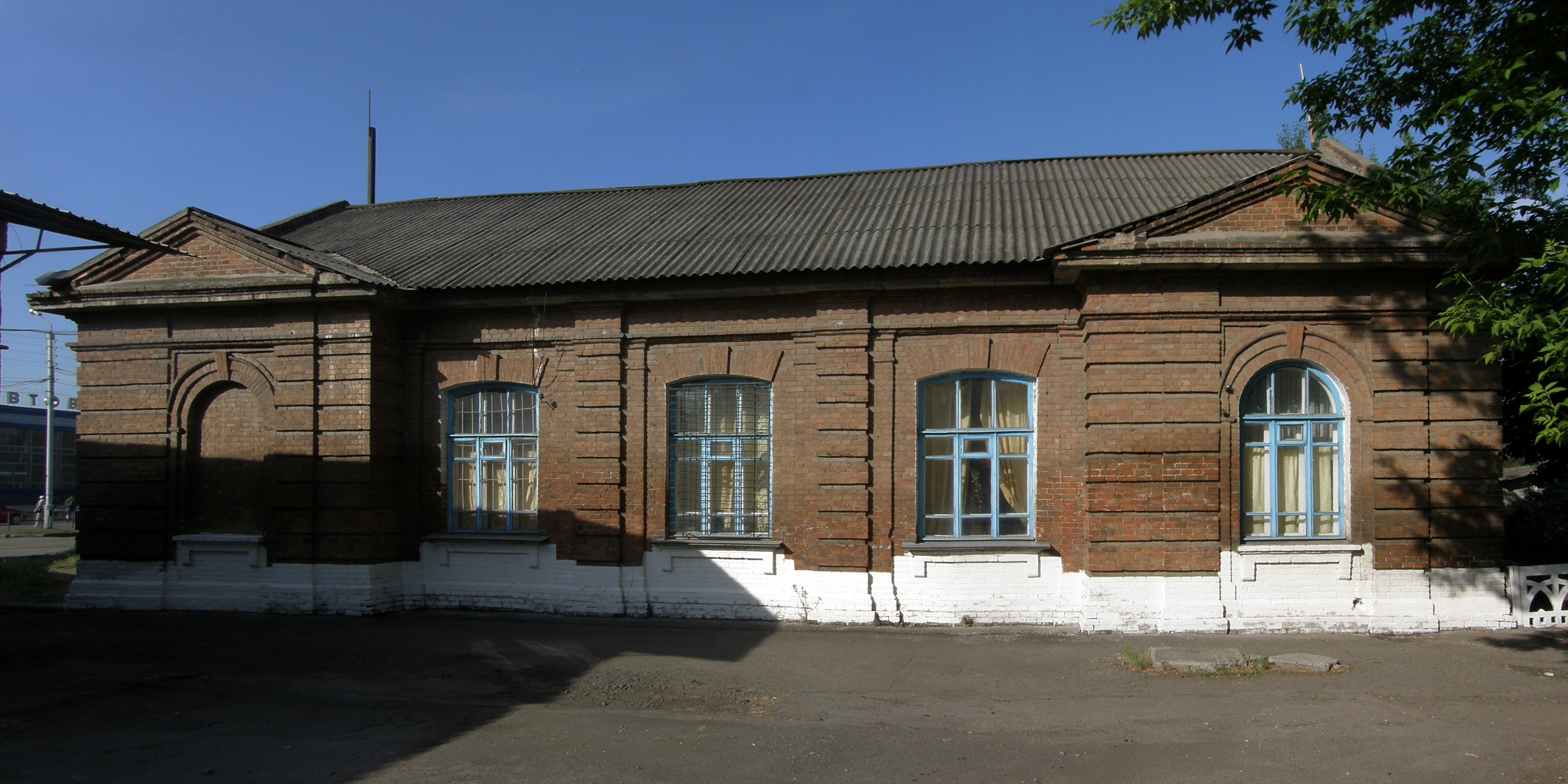